# 2024. évi férfi, női felnőtt súlyemelő országos bajnokság
A 2024-es magyar súlyemelő bajnokság 2024. november 16–17-én került megrendezésre Tatabányán. Az versenyen 29 magyarországi egyesület 94 sportolója vett részt, 10-10 női és férfi súlycsoportban.

## Versenyprogram
| November 16.  | November 16.       | November 16.    | November 16. |
| Súlycsoportok | Súlycsoportok      | Verseny kezdete | Résztvevők   |
| ------------- | ------------------ | --------------- | ------------ |
| Női           | 45, 49, 55, 59 kg  | 9:30            | 14 fő        |
| Férfi         | 55, 61, 67, 73 kg  | 12:00           | 16 fő        |
| Női           | 64, 71 kg          | 14:30           | 13 fő        |
| Férfi         | 81, 89 kg          | 16:30           | 17 fő        |
| November 17.  |                    |                 |              |
| Férfi         | 96, 102 kg         | 10:00           | 13 fő        |
| Női           | 76, 81, 87, 87+ kg | 12:30           | 11 fő        |
| Férfi         | 109, 109+ kg       | 14:30           | 10 fő        |

### Közvetítés
A versenyt a Magyar Súlyemelő Szövetség hivatalos YouTube csatornáján élőben közvetítette.

## Résztvevők
- Anima Core SSZTE (1)
- Baranyai SE Tata (4)
- Békéscsabai SSZSE (6)
- BKV Előre SC (8)
- Fehérvár RC (2)
- Firmitas SC (2)
- FISZEJ SE (5)
- Gázláng SE (3)
- Győri AC (1)
- Haladás VSE (8)
- Kazincbarcikai VSE (1)
- Kecskeméti TE (8)
- Kisújszállási SSZSE (1)
- Körmend Impulzus SE (1)
- MAFC (8)
- Nyíregyházi VSC (3)
- Oroszlányi SZE (3)
- Pécsi SE (2)
- REAC (2)
- Soroksári SSZSE (3)
- Szegedi Lelkesedés SK (3)
- Szerencs VSE (2)
- Tamási Koppány SE (1)
- Tatabányai SC (3)
- Téglásért SE (1)
- Testvériség-Újpalota SE (5)
- Tiszaújvárosi SC (1)
- Vállalkozók SE (4)
- Zalaegerszegi TE SK (1)

## Összesített éremtáblázat
| Helyezés | Egyesület               | Arany | Ezüst | Bronz | Összesen |
| -------- | ----------------------- | ----- | ----- | ----- | -------- |
| 1        | Békéscsabai SSZSE       | 3     | 1     | 2     | 6        |
| 2        | Haladás VSE             | 3     | 1     | 1     | 5        |
| 3        | Kecskeméti TE           | 3     | 0     | 3     | 6        |
| 4        | Vállalkozók SE          | 2     | 1     | 0     | 3        |
| 5        | Tatabányai SC           | 2     | 0     | 0     | 2        |
| 6        | BKV Előre SC            | 1     | 2     | 1     | 4        |
| 7        | Testvériség-Újpalota SE | 1     | 2     | 0     | 3        |
| 8        | Szegedi Lelkesedés SK   | 1     | 1     | 1     | 3        |
| 9        | REAC                    | 1     | 1     | 0     | 2        |
| 10       | Nyíregyházi VSC         | 1     | 0     | 1     | 2        |
| 11       | Baranyai SE Tata        | 1     | 0     | 0     | 1        |
| 11       | Pécsi SE                | 1     | 0     | 0     | 1        |
| 13       | MAFC                    | 0     | 1     | 3     | 4        |
| 14       | FISZEJ SE               | 0     | 1     | 1     | 2        |
| 14       | Oroszlányi SZE          | 0     | 1     | 1     | 2        |
| 16       | Anima Core SSZTE        | 0     | 1     | 0     | 1        |
| 16       | Soroksári SSZSE         | 0     | 1     | 0     | 1        |
| 16       | Tamási Koppány SE       | 0     | 1     | 0     | 1        |
| 16       | Téglásért SE            | 0     | 1     | 0     | 1        |
| 20       | Győri AC                | 0     | 0     | 1     | 1        |
| 20       | Szerencs VSE            | 0     | 0     | 1     | 1        |

## Férfi versenyek[4]

### 55 kg
| Helyezés | Név                                            | Szakítás (kg) | Szakítás (kg) | Szakítás (kg) | Lökés (kg) | Lökés (kg) | Lökés (kg) | Összetett (kg) |
| Helyezés | Név                                            | 1             | 2             | 3             | 1          | 2          | 3          | Összetett (kg) |
| -------- | ---------------------------------------------- | ------------- | ------------- | ------------- | ---------- | ---------- | ---------- | -------------- |
| 1        | Polgár Zoltán Miklós (Testvériség-Újpalota SE) | 67            | 70            | 71            | 79         | 82         | 82         | 153            |

### 61 kg
| Helyezés | Név                                        | Szakítás (kg) | Szakítás (kg) | Szakítás (kg) | Lökés (kg) | Lökés (kg) | Lökés (kg) | Összetett (kg) |
| Helyezés | Név                                        | 1             | 2             | 3             | 1          | 2          | 3          | Összetett (kg) |
| -------- | ------------------------------------------ | ------------- | ------------- | ------------- | ---------- | ---------- | ---------- | -------------- |
| 1        | Fekécs Noel (Békéscsabai SSZSE)            | 85            | 89            | 92            | 112        | 122        | 127        | 219            |
| 2        | Molnár Botond (Soroksári SSZSE)            | 80            | 88            | 91            | 100        | 109        | 113        | 197            |
| 3        | Papp Róbert Mihály (Szegedi Lelkesedés SK) | 73            | 77            | 81            | 90         | 93         | 95         | 170            |
| 4        | Papp Péter (Zalaegerszegi TE SK)           | 72            | 77            | 80            | 88         | 92         | 92         | 168            |
| —        | Újfalvi Martin (Kecskeméti TE)             | 72            | 72            | 72            | —          | —          | —          | —              |

### 67 kg
| Helyezés | Név                                 | Szakítás (kg) | Szakítás (kg) | Szakítás (kg) | Lökés (kg) | Lökés (kg) | Lökés (kg) | Összetett (kg) |
| Helyezés | Név                                 | 1             | 2             | 3             | 1          | 2          | 3          | Összetett (kg) |
| -------- | ----------------------------------- | ------------- | ------------- | ------------- | ---------- | ---------- | ---------- | -------------- |
| 1        | Bojti Vilmos Marcell (BKV Előre SC) | 95            | —             | —             | 125        | —          | —          | 220            |
| 2        | Ferenczy Dániel (BKV Előre SC)      | 80            | 85            | 85            | 100        | 110        | 113        | 190            |

### 73 kg
| Helyezés | Név                                     | Szakítás (kg) | Szakítás (kg) | Szakítás (kg) | Lökés (kg) | Lökés (kg) | Lökés (kg) | Összetett (kg) |
| Helyezés | Név                                     | 1             | 2             | 3             | 1          | 2          | 3          | Összetett (kg) |
| -------- | --------------------------------------- | ------------- | ------------- | ------------- | ---------- | ---------- | ---------- | -------------- |
| 1        | Bunász Gábor (REAC)                     | 100           | 100           | 110           | 123        | 130        | —          | 230            |
| 2        | Molnár Ferenc (Testvériség-Újpalota SE) | 85            | 89            | 89            | 115        | 120        | 125        | 209            |
| 3        | Hraskó Martin (Oroszlányi SZE)          | 84            | 87            | 91            | 112        | 116        | 118        | 203            |
| 4        | Kémeri Mihály (Kisújszállási SSZSE)     | 83            | 86            | 88            | 113        | 116        | 120        | 202            |
| 5        | Kovács Bence (Gázláng SE)               | 80            | 84            | 86            | 112        | 115        | 115        | 198            |
| 6        | Vindich Martin (Vállalkozók SE)         | 85            | 85            | 85            | 108        | 112        | 114        | 197            |
| —        | Bodrogi Ádám (MAFC)                     | 85            | 90            | 91            | 105        | 110        | 110        | —              |
| —        | Pusztai Szabolcs (Haladás VSE)          | 80            | 80            | 80            | —          | —          | —          | —              |

### 81 kg
| Helyezés | Név                                       | Szakítás (kg) | Szakítás (kg) | Szakítás (kg) | Lökés (kg) | Lökés (kg) | Lökés (kg) | Összetett (kg) |
| Helyezés | Név                                       | 1             | 2             | 3             | 1          | 2          | 3          | Összetett (kg) |
| -------- | ----------------------------------------- | ------------- | ------------- | ------------- | ---------- | ---------- | ---------- | -------------- |
| 1        | Nagy Noel (Kecskeméti TE)                 | 117           | 120           | 123           | 145        | 148        | 160        | 271            |
| 2        | Fenyő Dániel (Tamási Koppány SE)          | 114           | 119           | 121           | 140        | 143        | 148        | 264            |
| 3        | Gulyás Milán Attila (Békéscsabai SSZSE)   | 112           | 116           | 118           | 136        | 139        | 141        | 257            |
| 4        | Stavarsz Ádám (Tatabányai SC)             | 115           | 118           | 118           | 138        | 143        | 143        | 253            |
| 5        | Cserpes Norbert (Baranyai SE Tata)        | 100           | 105           | 105           | 130        | 131        | 132        | 232            |
| 6        | Nemes András (MAFC)                       | 95            | 100           | 104           | 122        | 127        | 132        | 227            |
| 7        | Pungor Péter Mihály (Körmend Impulzus SE) | 95            | 100           | 105           | 115        | 120        | 123        | 223            |
| 8        | Pataki Máté (FISZEJ SE)                   | 88            | 91            | 91            | 111        | 115        | 117        | 206            |
| —        | Gyömörei Marcell (Vállalkozók SE)         | 93            | 93            | 95            | —          | —          | —          | —              |

### 89 kg
| Helyezés | Név                                        | Szakítás (kg) | Szakítás (kg) | Szakítás (kg) | Lökés (kg) | Lökés (kg) | Lökés (kg) | Összetett (kg) |
| Helyezés | Név                                        | 1             | 2             | 3             | 1          | 2          | 3          | Összetett (kg) |
| -------- | ------------------------------------------ | ------------- | ------------- | ------------- | ---------- | ---------- | ---------- | -------------- |
| 1        | Fekécs Szilárd (Tatabányai SC)             | 135           | 141           | 146           | 170        | 176        | 181        | 317            |
| 2        | Lepkó Bence (REAC)                         | 125           | 128           | 133           | 155        | 160        | 160        | 288            |
| 3        | Tamtom Péter Marcell (Győri AC)            | 113           | 118           | 120           | 148        | 150        | 153        | 271            |
| 4        | Fehér Ákos (Haladás VSE)                   | 120           | 120           | 122           | 145        | 145        | 151        | 267            |
| 5        | Pólya Márton András (Haladás VSE)          | 103           | 103           | 110           | 135        | 141        | 142        | 252            |
| 6        | Török Roland (Firmitas SC)                 | 100           | 105           | 110           | 120        | 130        | 134        | 236            |
| 7        | Harasztovics Gergő Tibor (Soroksári SSZSE) | 98            | 101           | 106           | 120        | 126        | 133        | 236            |
| 8        | Molnár Csongor (Soroksári SSZSE)           | 88            | 91            | 95            | 120        | 129        | 131        | 226            |

### 96 kg
| Helyezés | Név                                     | Szakítás (kg) | Szakítás (kg) | Szakítás (kg) | Lökés (kg) | Lökés (kg) | Lökés (kg) | Összetett (kg) |
| Helyezés | Név                                     | 1             | 2             | 3             | 1          | 2          | 3          | Összetett (kg) |
| -------- | --------------------------------------- | ------------- | ------------- | ------------- | ---------- | ---------- | ---------- | -------------- |
| 1        | Zsédely Szabolcs Csaba (Vállalkozók SE) | 122           | 127           | 127           | 159        | 163        | 170        | 290            |
| 2        | Nagy Zsolt (Békéscsabai SSZSE)          | 123           | 127           | 130           | 154        | 159        | 164        | 289            |
| 3        | Kocsis Bálint (Kecskeméti TE)           | 105           | 109           | 112           | 148        | 153        | 153        | 262            |
| 4        | Homoki Gergely (Oroszlányi SZE)         | 107           | 113           | 116           | 136        | 142        | 145        | 252            |
| 5        | Nagy Ferenc (Fehérvár RC)               | 101           | 106           | 111           | 125        | 130        | 135        | 236            |
| —        | Antal Botond (Pécsi SE)                 | 111           | 111           | 112           | —          | —          | —          | —              |

### 102 kg
| Helyezés | Név                                 | Szakítás (kg) | Szakítás (kg) | Szakítás (kg) | Lökés (kg) | Lökés (kg) | Lökés (kg) | Összetett (kg) |
| Helyezés | Név                                 | 1             | 2             | 3             | 1          | 2          | 3          | Összetett (kg) |
| -------- | ----------------------------------- | ------------- | ------------- | ------------- | ---------- | ---------- | ---------- | -------------- |
| 1        | Lucz Levente (Tatabányai SC)        | 135           | 140           | 145           | 165        | 172        | 180        | 312            |
| 2        | Kalamár Krisztián (Oroszlányi SZE)  | 121           | 127           | 127           | 155        | 160        | 162        | 282            |
| 3        | P.Nagy Bálint (MAFC)                | 113           | 115           | 120           | 140        | 150        | 155        | 270            |
| 4        | Réti Márton (Tiszaújvárosi SC)      | 107           | 115           | 120           | 140        | 147        | 151        | 262            |
| 5        | Szabolcsi Richárd (Nyíregyházi VSC) | 105           | 109           | 110           | 136        | 142        | 142        | 246            |
| 6        | Zsolnai Máté Zoltán (Fehérvár RC)   | 107           | 107           | 115           | 130        | 142        | —          | 237            |
| —        | Várady Zsolt (Firmitas SC)          | 100           | 105           | 105           | —          | —          | —          | —              |

### 109 kg
| Helyezés | Név                              | Szakítás (kg) | Szakítás (kg) | Szakítás (kg) | Lökés (kg) | Lökés (kg) | Lökés (kg) | Összetett (kg) |
| Helyezés | Név                              | 1             | 2             | 3             | 1          | 2          | 3          | Összetett (kg) |
| -------- | -------------------------------- | ------------- | ------------- | ------------- | ---------- | ---------- | ---------- | -------------- |
| 1        | Gyurkovics Ferenc (Pécsi SE)     | 150           | 157           | 163           | 170        | 180        | 190        | 347            |
| 2        | Prohászka Kristóf (Téglásért SE) | 110           | 115           | 125           | 136        | 143        | 148        | 273            |
| 3        | Tremel Mihály Béla (MAFC)        | 100           | 105           | 108           | 125        | 130        | —          | 233            |
| 4        | Bakó Attila (BKV Előre SC)       | 100           | 100           | 105           | 124        | 124        | —          | 224            |

### 109+ kg
| Helyezés | Név                                 | Szakítás (kg) | Szakítás (kg) | Szakítás (kg) | Lökés (kg) | Lökés (kg) | Lökés (kg) | Összetett (kg) |
| Helyezés | Név                                 | 1             | 2             | 3             | 1          | 2          | 3          | Összetett (kg) |
| -------- | ----------------------------------- | ------------- | ------------- | ------------- | ---------- | ---------- | ---------- | -------------- |
| 1        | Nagy Péter* (Szegedi Lelkesedés SK) | 138           | 145           | 151           | 162        | 171        | 182        | 333            |
| 2        | Mánomics Gergő (Vállalkozók SE)     | 130           | 135           | 137           | 160        | 170        | 170        | 290            |
| 3        | Bakó Szebasztián (Kecskeméti TE)    | 113           | 117           | 120           | 142        | 147        | 153        | 264            |
| 4        | Ruzsányi Dávid (BKV Előre SC)       | 105           | 105           | 110           | 140        | 145        | 146        | 251            |
| 5        | Dudás Balázs (Szerencs VSE)         | 110           | 116           | 117           | 131        | 136        | 140        | 241            |
| 6        | Kovács Ábel Barnabás (FISZEJ SE)    | 110           | 114           | 115           | 129        | 135        | 137        | 239            |

*Nagy Péter ezzel a győzelmével zsinórban 20. bajnoki (2005-2024) címét ünnepelhette az ólomsúlyúak kategóriájában (105+ és 109+ kg).

## Női versenyek[4]

### 45 kg
| Helyezés | Név                                   | Szakítás (kg) | Szakítás (kg) | Szakítás (kg) | Lökés (kg) | Lökés (kg) | Lökés (kg) | Összetett (kg) |
| Helyezés | Név                                   | 1             | 2             | 3             | 1          | 2          | 3          | Összetett (kg) |
| -------- | ------------------------------------- | ------------- | ------------- | ------------- | ---------- | ---------- | ---------- | -------------- |
| 1        | Tóth Léna Gréta (Haladás VSE)         | 37            | 39            | 40            | 48         | 51         | 53         | 93             |
| 2        | Kontor Zsuzsanna Tímea (BKV Előre SC) | 39            | 39            | 41            | 47         | 47         | 47         | —              |

### 49 kg
| Helyezés | Név                             | Szakítás (kg) | Szakítás (kg) | Szakítás (kg) | Lökés (kg) | Lökés (kg) | Lökés (kg) | Összetett (kg) |
| Helyezés | Név                             | 1             | 2             | 3             | 1          | 2          | 3          | Összetett (kg) |
| -------- | ------------------------------- | ------------- | ------------- | ------------- | ---------- | ---------- | ---------- | -------------- |
| 1        | Ari Éva Olívia (Vállalkozók SE) | 55            | 59            | 59            | 70         | 77         | 77         | 125            |
| 2        | Pósa Tamara Alexa (FISZEJ SE)   | 45            | 48            | 50            | 63         | 66         | 68         | 116            |

### 55 kg
| Helyezés | Név                                            | Szakítás (kg) | Szakítás (kg) | Szakítás (kg) | Lökés (kg) | Lökés (kg) | Lökés (kg) | Összetett (kg) |
| Helyezés | Név                                            | 1             | 2             | 3             | 1          | 2          | 3          | Összetett (kg) |
| -------- | ---------------------------------------------- | ------------- | ------------- | ------------- | ---------- | ---------- | ---------- | -------------- |
| 1        | Árva Cintia Andrea (Kecskeméti TE)             | 71            | 74            | 74            | 97         | 99         | 99         | 173            |
| 2        | Fehér Tímea (Anima Core SSZTE)                 | 53            | 55            | 58            | 63         | 65         | 68         | 123            |
| 3        | Darabos Sára (Haladás VSE)                     | 48            | 48            | 50            | 60         | 63         | 66         | 113            |
| —        | Polgár Csillag Virág (Testvériség-Újpalota SE) | 47            | 50            | 50            | 57         | 57         | 57         | —              |

### 59 kg
| Helyezés | Név                                             | Szakítás (kg) | Szakítás (kg) | Szakítás (kg) | Lökés (kg) | Lökés (kg) | Lökés (kg) | Összetett (kg) |
| Helyezés | Név                                             | 1             | 2             | 3             | 1          | 2          | 3          | Összetett (kg) |
| -------- | ----------------------------------------------- | ------------- | ------------- | ------------- | ---------- | ---------- | ---------- | -------------- |
| 1        | Garamvölgyi Kasszandra Míra (Békéscsabai SSZSE) | 63            | 67            | 70            | 81         | 85         | 89         | 156            |
| 2        | Kasza Katalin (Testvériség-Újpalota SE)         | 67            | 71            | 74            | 80         | 84         | 84         | 155            |
| 3        | Fehér Barbara Mónika (MAFC)                     | 57            | 60            | 62            | 70         | 74         | 77         | 137            |
| 4        | Papp Rebeka Napsugár (FISZEJ SE)                | 47            | 49            | 51            | 63         | 66         | 66         | 112            |
| 5        | Kovácsné Fábián Mária (Kazincbarcikai VSE)      | 45            | 47            | 49            | 62         | 65         | 65         | 112            |
| 6        | Győrfi Ágnes (Kecskeméti TE)                    | 49            | 49            | 51            | 63         | 66         | 66         | 109            |

### 64 kg
| Helyezés | Név                                             | Szakítás (kg) | Szakítás (kg) | Szakítás (kg) | Lökés (kg) | Lökés (kg) | Lökés (kg) | Összetett (kg) |
| Helyezés | Név                                             | 1             | 2             | 3             | 1          | 2          | 3          | Összetett (kg) |
| -------- | ----------------------------------------------- | ------------- | ------------- | ------------- | ---------- | ---------- | ---------- | -------------- |
| 1        | Füzesi Anna (Nyíregyházi VSC)                   | 73            | 75            | 78            | 93         | 95         | 99         | 173            |
| 2        | Csillag Anett (BKV Előre SC)                    | 66            | 71            | 73            | 85         | 92         | 97         | 163            |
| 3        | Tóth Adrienn (Kecskeméti TE)                    | 67            | 70            | 70            | 78         | —          | —          | 148            |
| 4        | Karasszon Luca (Gázláng SE)                     | 60            | 64            | 66            | 71         | 71         | 74         | 135            |
| 5        | Tomasovszki Franciska (Testvériség-Újpalota SE) | 54            | 56            | 58            | 74         | 77         | 80         | 135            |
| 6        | Szrnka Vanessza (Baranyai SE Tata)              | 54            | 54            | 56            | 65         | 68         | 71         | 127            |
| 7        | Simon Mimi Kata (MAFC)                          | 50            | 53            | 55            | 65         | 68         | 68         | 118            |

### 71 kg
| Helyezés | Név                                       | Szakítás (kg) | Szakítás (kg) | Szakítás (kg) | Lökés (kg) | Lökés (kg) | Lökés (kg) | Összetett (kg) |
| Helyezés | Név                                       | 1             | 2             | 3             | 1          | 2          | 3          | Összetett (kg) |
| -------- | ----------------------------------------- | ------------- | ------------- | ------------- | ---------- | ---------- | ---------- | -------------- |
| 1        | Szalai Lili (Baranyai SE Tata)            | 83            | 85            | 87            | 103        | 106        | —          | 193            |
| 2        | Kapitány Luca Anna (Szegedi Lelkesedés SK | 80            | 83            | 86            | 100        | 100        | 105        | 186            |
| 3        | Lovas Viktória (FIZSEJ SE)                | 60            | 65            | 70            | 75         | 80         | 83         | 148            |
| 4        | Keresztes Dóra (Baranyai SE Tata)         | 63            | 63            | 63            | 75         | 80         | 80         | 143            |
| 5        | Kaszás Dóra (BKV Előre SC)                | 60            | 60            | 64            | 75         | 77         | 80         | 137            |
| —        | Horváth Ágnes (MAFC)                      | 53            | 53            | 53            | —          | —          | —          | —              |

### 76 kg
| Helyezés | Név                           | Szakítás (kg) | Szakítás (kg) | Szakítás (kg) | Lökés (kg) | Lökés (kg) | Lökés (kg) | Összetett (kg) |
| Helyezés | Név                           | 1             | 2             | 3             | 1          | 2          | 3          | Összetett (kg) |
| -------- | ----------------------------- | ------------- | ------------- | ------------- | ---------- | ---------- | ---------- | -------------- |
| 1        | Horváth Laura (Kecskeméti TE) | 84            | 87            | 90            | 104        | 108        | 112        | 202            |
| 2        | Molnár Kinga (Haladás VSE)    | 55            | 57            | 60            | 82         | 87         | 90         | 144            |
| 3        | Halmos Vivien (BKV Előre SC)  | 62            | 64            | 65            | 75         | 75         | 78         | 143            |

### 81 kg
| Helyezés | Név                           | Szakítás (kg) | Szakítás (kg) | Szakítás (kg) | Lökés (kg) | Lökés (kg) | Lökés (kg) | Összetett (kg) |
| Helyezés | Név                           | 1             | 2             | 3             | 1          | 2          | 3          | Összetett (kg) |
| -------- | ----------------------------- | ------------- | ------------- | ------------- | ---------- | ---------- | ---------- | -------------- |
| 1        | Boros Viktória (Haladás VSE)  | 80            | 83            | 85            | 100        | 104        | 107        | 192            |
| 2        | Fábián Léna (Szerencs VSE)    | 70            | 73            | 76            | 95         | 100        | 102        | 178            |
| 3        | Nouar Amina (Nyíregyházi VSC) | 60            | 62            | 62            | 74         | 76         | —          | 134            |

### 87 kg
| Helyezés | Név                                 | Szakítás (kg) | Szakítás (kg) | Szakítás (kg) | Lökés (kg) | Lökés (kg) | Lökés (kg) | Összetett (kg) |
| Helyezés | Név                                 | 1             | 2             | 3             | 1          | 2          | 3          | Összetett (kg) |
| -------- | ----------------------------------- | ------------- | ------------- | ------------- | ---------- | ---------- | ---------- | -------------- |
| 1        | Mitykó Veronika (Békéscsabai SSZSE) | 98            | 101           | 103           | 111        | 116        | —          | 217            |
| 2        | Juhász Anna Csilla (MAFC)           | 75            | 80            | 85            | 80         | 86         | 90         | 170            |
| 3        | Mórocz Noémi (Békéscsabai SSZSE)    | 62            | 65            | 65            | 78         | 81         | 81         | 143            |

### 87+ kg
| Helyezés | Név                          | Szakítás (kg) | Szakítás (kg) | Szakítás (kg) | Lökés (kg) | Lökés (kg) | Lökés (kg) | Összetett (kg) |
| Helyezés | Név                          | 1             | 2             | 3             | 1          | 2          | 3          | Összetett (kg) |
| -------- | ---------------------------- | ------------- | ------------- | ------------- | ---------- | ---------- | ---------- | -------------- |
| 1        | Gyürüs Barbara (Haladás VSE) | 70            | 74            | 78            | 90         | 94         | 97         | 172            |
| 2        | Varga Henrietta (Gázláng SE) | 65            | 65            | 65            | —          | —          | —          | —              |

## Abszolút eredmények
Az abszolút eredmények a Nemzetközi Súlyemelő Szövetség (IWF) által használt ROBI pont alapján lettek kiszámítva.

### Férfiak
| Helyezés | Név                            | Súlycsoport | Összetett | ROBI pont |
| -------- | ------------------------------ | ----------- | --------- | --------- |
| 1        | Fekécs Szilárd (Tatabányai SC) | 89 kg       | 317 kg    | 515,41    |
| 2        | Gyurkovics Ferenc (Pécsi SE)   | 109 kg      | 347 kg    | 471,98    |
| 3        | Lucz Levente (Tatabányai SC)   | 102 kg      | 312 kg    | 397,10    |

### Nők
| Helyezés | Név                                 | Súlycsoport | Összetett | ROBI pont |
| -------- | ----------------------------------- | ----------- | --------- | --------- |
| 1        | Árva Cintia Andrea (Kecskeméti TE)  | 55 kg       | 173 kg    | 405,58    |
| 2        | Mitykó Veronika (Békéscsabai SSZSE) | 87 kg       | 217 kg    | 364.65    |
| 3        | Horváth Laura (Kecskeméti TE)       | 76 kg       | 202 kg    | 346,15    |

### Csapatbajnokság
Az abszolút csapatbajnokság helyezései minden egyesületből az OB-n szereplő legjobb 5 versenyző eredménye alapján lettek kiszámítva, szintén ROBI pont szerint. Korábban a csapatbajnokság külön versenysorozatnak számított.
| Helyezés | Név               | ROBI pont |
| -------- | ----------------- | --------- |
| 1        | Kecskeméti TE     | 1449,96   |
| 2        | Békéscsabai SSZSE | 1447,37   |
| 3        | Tatabányai SC     | 1175,99   |

## Új országos csúcsok[6]
| Név                                             | Súlycsoport | Korosztály | Fogásnem  | Eredmény |
| ----------------------------------------------- | ----------- | ---------- | --------- | -------- |
| Fekécs Noel (Békéscsabai SSZSE)                 | 61 kg       | Ifjúsági   | Lökés     | 127 kg   |
| Fekécs Noel (Békéscsabai SSZSE)                 | 61 kg       | Ifjúsági   | Összetett | 219 kg   |
| Tamtom Péter Marcell (Győri AC)                 | 89 kg       | Ifjúsági   | Lökés     | 153 kg   |
| Fekécs Szilárd (Tatabányai SC)                  | 89 kg       | Junior     | Összetett | 317 kg   |
| Zsédely Szabolcs Csaba (Vállalkozók SE)         | 96 kg       | Ifjúsági   | Összetett | 290 kg   |
| Árva Cintia Andrea (Kecskeméti TE)              | 55 kg       | Felnőtt    | Lökés     | 99 kg    |
| Garamvölgyi Kasszandra Mira (Békéscsabai SSZSE) | 59 kg       | Ifjúsági   | Lökés     | 89 kg    |
| Füzesi Anna (Nyíregyházi VSC)                   | 64 kg       | Junior     | Szakítás  | 78 kg    |
| Füzesi Anna (Nyíregyházi VSC)                   | 64 kg       | Junior     | Összetett | 173 kg   |